# Ordà (Rússia)
Ordà (en rus: Орда) és un poble del krai de Perm, a Rússia, que el 2013 tenia 5.456 habitants. Es troba al marge del riu Kungur.